# Горбатюк Сергій Вікторович
Горбатюк Сергій Вікторович (* 20 червня 1973, Хмельницька область) — український правник. Заступник начальника Головного слідчого управління — начальник управління спеціальних розслідувань Генеральної прокуратури України (17 грудня 2014 — 23 жовтня 2019).

## Освіта
У 1995 році закінчив Львівський державний університет.

## Кар'єра
- У 2003 році працював слідчим Дарницької районної прокуратури м. Києва. Розслідував справу 23-річного вантажника одного з київських магазинів, який був спочатку засуджений як сексуальний маніяк, а згодом виправданий[3]
- З 2004 в Генеральній прокуратурі України, обіймав посади слідчого і старшого слідчого з особливо важливих справ[4][5]
- У 2004 році вів справу проти Давида Жванії, соратника опозиційного кандидата у Президенти України Віктора Ющенка. Очолював обшуки в офісах компанії Давида Жванії[3][неавторитетне джерело].
- У 2010—2011 роках працював під безпосереднім керівництвом заступника Генерального прокурора України Рената Кузьміна. Був одним зі слідчих у резонансній справі проти Юлії Тимошенко[6][неавторитетне джерело].
- Влітку 2014 очолив розслідування злочинів під час Революції Гідності.
- 9 березня 2016 на сайті електронних петицій офіційного інтернет-представництва Президента України від імені Громадської організації «Адвокатська Дорадча Група», Громадської організації «Родина героїв Небесної сотні» та ініціативної групи постраждалих/поранених на Майдані була зареєстрована петиція з проханням внести до Верховної Ради подання на призначення Горбатюка Генеральним прокурором України (з підтримкою цієї ініціативи виступило й міжфракційне депутатське об'єднання «Єврооптимісти»)[7]. За 12 днів набрала 1558 голосів з 25000 необхідних для розгляду Президентом України, але за третину відведеного часу набрала майже половину необхідних підписів[8].
- Після відставки Генерального прокурора В.Шокіна, коли С.Горбатюка вважали одним із імовірних кандидатів на цю посаду, заступник генпрокурора Юрій Столярчук запропонував йому посаду прокурора Львівської області, мотивуючи це тим, що «все одно на нинішній посаді Ви не будете працювати: прийде новий прокурор і проведе кадрові зміни»[8].
- Управління спеціальних розслідувань створено як єдиний центр з розслідування усіх злочинів, вчинених у період протестних акцій в Україні. Серед його основних завдань — вивчення обставин узурпації влади та всього комплексу злочинних дій, скоєних в період правління В.Януковича. Першочергове завдання діяльності управління — розслідування масових вбивств учасників мирних акцій протесту 18–20 лютого 2014 року[9].
- З початком російського вторгнення в Україну (2022) добровольцем став до лав Збройних Сил України, де проходить службу у складі 23-го окремого стрілецького батальйона.

## Сімейний стан
Одружений, має сина.

## Розслідування подій на Майдані
Сергій Горбатюк влітку 2014 очолив розслідування злочинів під час Революції Гідності. Але значних досягнень в розслідуванні не було досягнуто.
Взимку 2016 року виконавчий директор Amnesty International в Україні Тетяна Мазур на прес-конференції заявила, що досить невеликий прогрес спостерігався в розслідуванні цієї справи. Ще менше — в питанні притягнення винних до відповідальності. Згідно з текстом звіту організації, для українських правоохоронців виявилося вкрай важким притягнути до відповідальності винних у зловживаннях скоєних в ході протестів
В березні 2016 року голова Моніторингової місії ООН з прав людини Фіона Фрейзер заявила, що Організація Об'єднаних Націй стурбована відсутністю прогресу в розслідуванні подій на Майдані, а також 2 травня в Одесі.
«Те, що немає прогресу в цих справах, підриває довіру народу, тому що дуже важливо це вирішити», — сказала вона. За словами Фрейзер, якщо по розслідування цих справах буде йти неправильно, це може вплинути на ситуацію з безпекою в країні.